# Белавинская (Вологодская область)
Белавинская — деревня в Вожегодском районе Вологодской области.
Входит в состав Явенгского сельского поселения (с 1 января 2006 года по 9 апреля 2009 года входила в Раменское сельское поселение), с точки зрения административно-территориального деления — в Раменский сельсовет.
Расстояние до районного центра Вожеги по автодороге — 28 км, до центра муниципального образования Базы по прямой — 8 км. Ближайшие населённые пункты — Ходинская, Михайловская, Нефедовская, Пантелеевская, Репняковская, Лупачиха.
По переписи 2002 года население — 107 человек (53 мужчины, 54 женщины). Всё население — русские.